# تيبور نيلاسي
تيبور نيلاسي (بالمجرية:Tibor Nyilasi)، من مواليد 18 يناير 1955 في فاربالوتا في هنغاريا، لاعب كرة قدم هنغاري سابق، ومدرب كرة قدم سابق.
لعب مع منتخب هنغاريا لكرة القدم.

## وصلات خارجية
- تيبور نيلاسي على موقع الاتحاد الدولي (مؤرشف)  (الإنجليزية)
- تيبور نيلاسي على موقع الاتحاد الأوربي (الإنجليزية)
- تيبور نيلاسي على موقع قاعدة بيانات كرة القدم.إي يو (الإنجليزية)
- تيبور نيلاسي على موقع ناشيونال فوتبول تيمز (الإنجليزية)
- تيبور نيلاسي على موقع Soccerway.com (الإنجليزية)
- تيبور نيلاسي على موقع عالم كرة القدم.نت (الإنجليزية)